# Спас Гинов
Спас Иванов Гинов е български търговец, възрожденец и революционер, който трагично загива в Перущица при потушаването на Априлското въстание.

## Биография
Роден е в 1848 г. в Перущица в семейството на богати търговци, поел търговските дела бърз извоюва значим авторитет сред населението и пред турската власт. Свободолюбив по дух и с буен темперамент той прегръща идеите на борбата за освобождение на българите от османското владичество и става секретар-касиер на втория частен таен революционен комитет, възобновен от Георги Бенковски през февруари 1876 г. Дава сериозни суми за закупуване на барут и оръжие за въстанието. Заедно с Васил Соколски са представители на Перущица в Народното събрание в Оборище. Предава лично свои 3000 гроша за въоръжаването на Хвърковатата чета на Бенковски.
Той е сред последните 127 защитници във все още непревзетата църква от турската войска църква „Св. Архангел Михаил“, където се укрепявят българите. Там на 1 май 1876 г. пръв извършва своя безпримерен трагичен подвиг – жертвата на най-близките си хора, за да не бъдат жертва на издевателствата и потурчени ако попаднат живи в ръцете на редовната турска войска и башибозука.  Самоубива се заедно с пет от шестте си деца, бременната си жена, две свои сестри и една племенница по тяхно желание. Същия подвиг там след него извършва и друг български революционер – Кочо Чистеменски.

## Памет
На Спас Гинев е наречена улица в квартал „Хаджи Димитър“ в София (Карта). Удостоен е посмъртно със звание „Почетен гражданин на Перущица“.